# Pirata iriomotensis
Pirata iriomotensis là một loài nhện trong họ Lycosidae.
Loài này thuộc chi Pirata. Pirata iriomotensis được Hozumi Tanaka miêu tả năm 1989.

## Hình ảnh

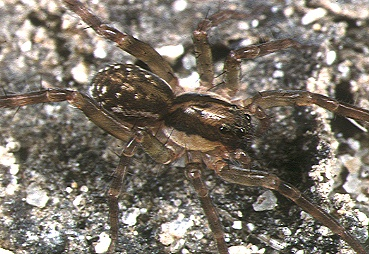